# NGC 2414
NGC 2414 is een open sterrenhoop in het sterrenbeeld Achtersteven. Het hemelobject werd op 4 februari 1785 ontdekt door de Duits-Britse astronoom William Herschel.

## Synoniemen
- OCL 598